# Крокус Сити Хол
Крокус Сити Хол „Муслим Магомаев“ е многоетажна концертна зала, разположена на територията на бизнес центъра на Crocus City в Красногорск, в непосредствена близост до 67-ия км на Московския околовръстен път и до метростанция „Мякинино“. Залата е открита на 25 октомври 2009 г. от предприемача Араз Агаларов.
Стандартният капацитет на залата е 6200, максималният е 9500 души (при наличие на танци в сградата). Временно е преустановена дейността след терористична атака, последвана от пожар на 22 март 2024 г. По-нататъшната съдба на сградата остава неуточнена, но Държавната дума на Руската федерация подкрепя идеята тя да не се възстановява. От друга страна, „Крокус груп“ съобщава, че ще възстанови обекта.

## Концерти и представления
За трите години от откриването ѝ повече от три милиона зрители са посетили около 900 събития.
Първият концерт е вечер в памет на Муслим Магомаев, в който вземат участие няколко десетки руски поп звезди.
По време на работата си „Крокус Сити Хол“ е домакин на концерти на повече от сто известни изпълнители от Русия и други страни, както и театрални представления, спортни събития и детски представления.
Веднъж на всеки две години, през четните години, в „Крокус Сити Хол“ се провежда Международният вокален конкурс на името на Муслим Магомаев. Целта на конкурса е да продължи изпълнителските традиции на националната музикална култура и да популяризира талантливи вокалисти.
От 5 ноември до 9 ноември 2013 г. в тази концертна зала се провежда международният конкурс за красота Мис „Вселена“ 2013, чието излъчване е гледано от повече от милиард телевизионни зрители. В шоуто участват момичета от 80 държави, а титлата и скъпоценната корона получава 25-годишната Габриела Ислер от Венецуела. Гости на събитието са милиардерът Доналд Тръмп и фронтменът на Аеросмит Стивън Тайлър, който оглавява журито и изпълнява хита си Dream On, заобиколен от участниците в шоуто.
На 1 май 2022 г. в „Крокус“ се състои финалът на третия сезон на шоуто „Маска“, на който присъстват повече от 7 хиляди души. Финалът е излъчен на живо по канала NTV за Далечния изток. Година по-късно, на 30 април 2023 г., там се провежда и финалът на четвъртия сезон на шоуто „Маска“, който, както и предходната година, е посетен от 7 хиляди зрители.